# Рыжиков, Сергей Викторович
Серге́й Ви́кторович Ры́жиков (род. 19 сентября 1980, Шебекино, Белгородская область) — российский футболист, вратарь, двукратный чемпион России в составе «Рубина». В настоящее время — футбольный тренер.

## Клубная карьера
Начинал заниматься футболом в ДЮСШ родного города Шебекино Белгородской области. В детстве выступал на позиции правого полузащитника, позднее переквалифицировался во вратаря, по его собственным словам, под влиянием старшего земляка Алексея Полякова. Играл в местном «Химике», сильнейшей в то время команде чемпионата области.

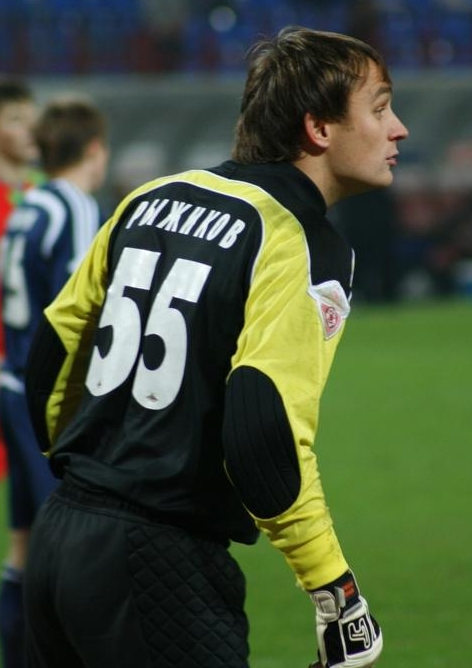
Рыжиков в «Томи»

Профессиональную карьеру начал в 1999 году в белгородском «Салюте-ЮКОС», выступавшем во втором дивизионе. Клуб испытывал финансовые проблемы, и в составе играли местные воспитанники, благодаря чему Рыжиков в возрасте 18 лет заиграл в основном составе. Следующие два года молодой голкипер вместе с клубом провёл в Первенстве КФК. В 2002 году успешно прошёл просмотр в подмосковном «Сатурне», после чего три года играл за дублирующий состав, был его капитаном. Первый матч в российском высшем дивизионе провёл 3 июля 2004 года против «Амкара», всего в основе провёл три матча в чемпионате и один в Кубке России.
Для получения постоянной игровой практики сезон 2005 года провёл на правах аренды в первом дивизионе в составе махачкалинского «Анжи», где по итогам года был признан болельщиками и спортивными журналистами Дагестана лучшим футболистом команды. В декабре 2005 года подписал трёхлетний контракт с московским «Локомотивом», где стал лишь третьим вратарём и вышел на поле в двух заключительных матчах сезона 2006 года. После прихода Анатолия Бышовца на должность главного тренера «Локомотива» в 2007 году Рыжиков снова оказался в глубоком запасе, играя за дубль и не попадая в заявку на матчи основной команды. Единственный матч он провёл на показательном турнире на Кубок РЖД против мадридского «Реала». По ходу сезона 2007 года перешёл на правах аренды в «Томь». В томской команде Рыжиков отыграл 5 матчей, в которых пропустил 3 мяча, а в игре против «Локомотива» сохранил свои ворота в неприкосновенности.
Перед сезоном 2008 года перешёл в казанский «Рубин», где с первых матчей сезона стал основным голкипером. В первых семи матчах пропустил голы дважды, в том числе один раз с пенальти; при этом клуб установил рекордную серию чемпионатов России из семи побед подряд. В составе Рубина стал двукратным чемпионом России (в сезонах 2008 и 2009 годов).
Летом 2010 года Рыжиковым интересовался московский «Спартак», предлагавший за трансфер 10 млн долларов, однако сделка не состоялась. 21 ноября 2010 года Рыжиков продлил контракт с «Рубином» до лета 2014 года.
Летом 2013 подписал с «Рубином» новый контракт. 30 августа 2015 года в Самаре в матче против «Мордовии» был удалён с поля на 33-й минуте при счёте 0:0 («Мордовия» затем победила со счётом 2:1). Этот матч стал для Рыжикова 100-м «на ноль» в чемпионатах России. Покинул «Рубин» по окончании сезона 2017/18.
1 августа 2018 года подписал двухлетний контракт с клубом «Крылья Советов». 4 ноября 2019 года в Самаре не пропустил в матче с «Рубином». Этот матч «на ноль» стал для Рыжикова 130-м в карьере в чемпионатах России, он обошёл Сергея Овчинникова и вышел на чистое второе место по этому показателю. После окончания сезона 2019/20, по итогам которого «Крылья Советов» покинули РПЛ, Рыжиков покинул самарский клуб.
2 августа 2020 года в качестве свободного агента перешёл в «Тамбов». 9 марта 2021 года на фоне тяжёлой финансовой ситуации покинул клуб.

## Карьера в сборной
Уверенной игрой заслужил в сентябре 2008 года вызов в национальную сборную России. В ноябре 2010 года повторно был вызван в сборную на матч с Бельгией.
20 марта 2011 года Рыжиков был вызван в сборную на матч отборочного турнира Евро-2012 против Армении и товарищескую встречу с Катаром. В игре с последними вышел в стартовом составе, пропустил 1 гол.
19 августа 2011 года был вызван в стан второй сборной России на матч с олимпийской сборной Беларуси.
24 февраля был вызван в сборную на матч с командой Дании.
В феврале 2013 года был вызван в расположение первой сборной страны на товарищеский матч против Исландии, но на поле так и не появился. В 2014 году стал постоянно вызываться в сборную. Поехал на чемпионат мира в Бразилию в качестве дублёра Игоря Акинфеева, провёл там все три матча на скамейке запасных (как и Юрий Лодыгин).

## Тренерская карьера
С апреля 2021 года в качестве главного тренера работал в клубе «Красава», готовившегося к дебюту в первенстве ПФЛ. Через два месяца тренерский штаб Рыжикова был уволен из-за нарушения режима. Сам Рыжиков покинул клуб в знак солидарности с помощниками. Затем был тренером в команде «Смена» (Казань) — участнице чемпионата Татарстана (в 2022 году эта команда сменила название на «Сокол»).
С июня по сентябрь 2022 года — в тренерском штабе грозненского «Ахмата».
30 сентября 2022 года клуб Второй лиги российского первенства «Спартак» (Тамбов) объявил о назначении Рыжикова главным тренером команды. 27 августа 2023 года сотрудничество было прекращено. Всего под руководством Рыжикова команда провела 28 матчей (12 побед, 8 ничьих, 8 поражений), в том числе в пяти турах продолжавшегося сезона дивизиона «Б» Второй лиги одержала две победы, два матча свела вничью и один проиграла.
В октябре 2023 года вошёл в тренерский штаб Андрея Талалаева в «Химках». 20 июня 2024 года покинул клуб вместе с Талалаевым.
После этого тренировал казанский «Сокол», а 4 июля 2025 года стал тренером-аналитиком в штабе Андрея Талалаева в калининградской «Балтике».

## Личная жизнь
Женат, трое детей: сын Сергей и две дочери-двойняшки.
Брат Андрей (род. 1988) также являлся вратарём, после окончания игровой карьеры — тренер по работе с вратарями.
В ноябре 2022 года презентовал свою книгу «Вратарь из народа» (выпущено издательством «Эксмо» тиражом 2000 экземпляров).

## Статистика выступлений

### Клубная статистика
| Клуб             | Сезон            | Лига | Лига | Кубки | Кубки | Еврокубки | Еврокубки | Итого | Итого |
| Клуб             | Сезон            | Игры | Голы | Игры  | Голы  | Игры      | Голы      | Игры  | Голы  |
| ---------------- | ---------------- | ---- | ---- | ----- | ----- | --------- | --------- | ----- | ----- |
| Салют            | 1999             | 19   | −30  | 1     | −2    | −         | −         | 20    | −32   |
| Сатурн           | 2004             | 3    | −5   | 1     | −1    | −         | −         | 4     | −6    |
| Анжи             | 2005             | 39   | −40  | 0     | 0     | −         | −         | 39    | −40   |
| Локомотив        | 2006             | 2    | −1   | 0     | 0     | 0         | 0         | 2     | −1    |
| Томь             | 2007             | 5    | −3   | 0     | 0     | −         | −         | 5     | −3    |
| Рубин            | 2008             | 26   | −19  | 1     | 0     | −         | −         | 27    | −19   |
| Рубин            | 2009             | 29   | −21  | 4     | −3    | 6         | −7        | 39    | −31   |
| Рубин            | 2010             | 28   | −14  | 1     | 0     | 10        | −7        | 39    | −21   |
| Рубин            | 2011/12          | 41   | −34  | 5     | 0     | 12        | −12       | 58    | −46   |
| Рубин            | 2012/13          | 29   | −23  | 1     | −2    | 11        | −8        | 41    | −33   |
| Рубин            | 2013/14          | 29   | −24  | 0     | 0     | 10        | -7        | 39    | −31   |
| Рубин            | 2014/15          | 27   | −30  | 3     | 0     | −         | −         | 30    | −30   |
| Рубин            | 2015/16          | 30   | −38  | 0     | 0     | 10        | −10       | 40    | −48   |
| Рубин            | 2016/17          | 29   | −33  | 2     | −2    | −         | −         | 31    | −35   |
| Рубин            | 2017/18          | 13   | −12  | 1     | −2    | −         | −         | 14    | −14   |
| Рубин            | Итого            | 281  | -248 | 18    | −9    | 59        | −51       | 345   | −297  |
| Крылья Советов   | 2018/19          | 23   | −33  | 1     | −2    | −         | −         | 24    | −35   |
| Крылья Советов   | 2019/20          | 19   | −25  | 0     | 0     | −         | −         | 19    | −25   |
| Крылья Советов   | Итого            | 42   | -58  | 1     | −2    | −         | −         | 43    | −60   |
| Тамбов           | 2020/21          | 20   | −32  | 1     | −3    | −         | −         | 21    | −35   |
| Всего за карьеру | Всего за карьеру | 411  | −417 | 22    | −17   | 59        | −51       | 479   | −474  |

### Матчи за сборную
| Матчи Сергея Рыжикова за сборную России | Матчи Сергея Рыжикова за сборную России | Матчи Сергея Рыжикова за сборную России | Матчи Сергея Рыжикова за сборную России | Матчи Сергея Рыжикова за сборную России | Матчи Сергея Рыжикова за сборную России |
| №                                       | Дата                                    | Соперник                                | Счёт                                    | Пропущено                               | Соревнование                            |
| --------------------------------------- | --------------------------------------- | --------------------------------------- | --------------------------------------- | --------------------------------------- | --------------------------------------- |
| 1                                       | 29 марта 2011                           | Катар                                   | 1:1                                     | 1                                       | Товарищеский матч                       |

Итого: 1 матч / 1 пропущенный гол; 0 побед, 1 ничья, 0 поражений.

## Достижения

### Командные
«Рубин»
- Чемпион России (2): 2008, 2009
- Обладатель Кубка России: 2011/12
- Обладатель Суперкубка России (2): 2010, 2012
- Бронзовый призёр чемпионата России: 2010

«Локомотив»
- Обладатель Кубка России: 2006/07
- Бронзовый призёр чемпионата России: 2006

### Личные
- В списке 33 лучших футболистов чемпионата России (4): № 2 (2008, 2009, 2010), № 3 (2014/15)
- В марте 2013 года стал членом Клуба Льва Яшина, сохранив свои ворота в неприкосновенности в 100 играх за российские клубы[35].